# Ust'-Paden'ga
Ust'-Paden'ga (in russo Усть-Паденьга) è un villaggio (деревня) russo del šenkurskij rajon, nell'oblast' di Arcangelo. È centro amministrativo di uno degli undici comuni rurali del distretto di Šenkursk.